# Гідродинамічний тиск
Гідродинамічний тиск (рос. гидродинамическое давление; англ. flowing pressure, нім. Fließdruck m) — тиск, який чинять рухомі струмені води на частинки, чисельно дорівнює напірному градієнту.
У гірських породах гідродинамічний тиск — тиск, який здійснює фільтрувальна вода під впливом напору на скелет гірської породи в напрямку свого руху. Після досягнення напірним ґрадієнтом критичної величини Т.г. може викликати загальне зміщення гірських порід з їх розпушенням.